# Museo casa Frabboni
Il Museo Casa Frabboni sorge nel centro cittadino di San Pietro in Casale, donato all'Amministrazione Comunale dal pittore Natale Guido Frabboni e dalla moglie Ivana Cesari, e ospita al suo interno ampi spazi per esposizioni permanenti ed esposizioni temporanee. 
Il museo è stato inaugurato il 13 dicembre 2003, nato nella porzione di un'antica barchessa che ospitava la casa-atelier dell'artista Natale Guido Frabboni. L'edificio è stato oggetto di un attento lavoro di recupero diretto dall'architetto Pier Luigi Cervellati.

## Edificio
L'edificio era collocato alla fine della barchessa nord di una villa che rappresentava un luogo di interesse nel paesaggio di San Pietro in Casale, davanti a quello che un tempo era stato un parco arricchito da grandi alberi, esedre e grotte. Frabboni aveva costruito una casa su due piani, ampliata da un atelier nel sottotetto, utilizzando polistirolo, eternit, cartongesso e tutto ciò che trovava.
La casa avrebbe dovuto rimanere come Frabboni l’aveva realizzata, ma viste le condizioni dell'immobile, è stata necessaria una demolizione e ricostruzione. Il lavoro di recupero è stato teso a restituire la casa del pittore alla sua forma originale e a ripristinare l’impianto della barchessa. È stato “liberato” un frammento di portico di notevole valore architettonico e tramite la rimozione dell’incolto che si era addossato alle pareti esterne sono state rivelate delle interessanti sinopie, incisioni preparatorie di affreschi perduti, che indicano come l’ultima facciata della barchessa, quella prospettante verso il parco, fungesse da fondale affrescato con le storie di Ercole e con grandi panoplie.
Negli ultimi mesi del 2020, il museo è stato sottoposto ad una ulteriore ristrutturazione che ha permesso il suo ammodernamento. 

## Percorso espositivo
La sezione permanente comprende due sale dedicate alla vita e all’attività artistica di Natale Guido Frabboni (Parigi 1926 – San Pietro in Casale 1994), una sala dedicata alla donazione di sculture e dipinti di Raimondo Rimondi (San Pietro in Casale 1922 – Bologna 2007), e tre ampie sale del titolo Archeologia e Storia a San Pietro in Casale. L’esposizione, organizzata per aree tematiche, mira alla percezione immediata dell’impiego dei reperti ritrovati durante le campagne di scavo dell’area di San Pietro in Casale e delle zone limitrofe. 
Alcune ospitano, secondo una programmazione regolare, appuntamenti di carattere culturale e mostre d’arte temporanee. Tra i numerosi artisti che hanno esposto a Casa Frabboni ricordiamo Raimondo Rimondi, Nicola Zamboni, Sara Bolzani, Sergio Zanni, Mauro Mazzali, Franco Mauro Franchi e Donatella Schilirò.
È in fase di costituzione l’archivio fotografico comunale che sarà messo a disposizione di studiosi e ricercatori.